# Бердянское восстание
Бердя́нское восста́ние (апрель 1918 года) — вооружённое выступление против власти большевиков в Бердянске весной 1918 года.
Причиной восстания послужило нараставшее недовольство многих жителей Бердянска политикой подконтрольного РКП(б) городского совета, в частности — узурпацией власти большевиками, реквизициями продовольствия и материальных ценностей (согласно Брестскому миру, город должен был быть занят немецкими войсками, и большевики стремились вывезти или уничтожить максимально много перед своим уходом). Главной политической силой выступления послужили меньшевики, отодвинутые сторонниками РКП(б) от правления городом, главной военной силой — «Бердянский союз увечных воинов» (то есть ветеранов Первой мировой войны) во главе которого стояли полковник Абольянц и унтер-офицер Панасенко.
Запланированное заранее, восстание началось 18 апреля. После недолгой перестрелки участники «союза увечных воинов» и присоединившиеся к ним горожане разоружили или принудили к сдаче сторонников советской власти. Члены большевизированного бердянского совета (всего 25 человек) были помещены под стражу. Власть снова была передана прежней городской думе. Однако одному из самых активных большевиков города, Рудольфу Тольмацу, удалось избежать ареста и добраться до стоявшего неподалёку от города отряда «красных» партизан во главе с Алексеем Мокроусовым. Отряд Мокроусова, располагавший баржей с установленными на ней двумя артиллерийскими орудиями, предпринял нападение на город, однако после перестрелки был вынужден отойти. Во время этого боя погибло не менее десяти участников «Союза увечных воинов», включая унтер-офицера Панасенко. Кроме того, город подвергся артиллерийскому обстрелу из установленных на барже артиллерийских орудий. Как указывает бердянский историк-краевед Иван Сенченко, разрушения и жертвы, вызванные этим обстрелом, сильно переменили отношение горожан к арестованным большевикам. Если до этого власти склонялись к общественному суду, то после нападения Мокроусова стали всё громче звучать требования немедленного расстрела. Кроме того, стало известно, что по побережью Азовского моря движется белогвардейский отряд полковника Дроздовского. Полковник Абольянц телеграфировал Дроздовскому о восстании в городе и призвал его двигаться к Бердянску скорее.
После того как дроздовцы заняли город (без боя, с согласия городской власти), полковник Дроздовский отмечал в дневнике
«Взаимные отношения: Исполнительный Комитет и видные деятели инвалидов с нами в дружбе, помогают во всем. Город все же ведет двойную политику, желая спасти арестованных комиссаров, инвалиды настаивают на их казни.»
В итоге, часть членов Союза увечных воинов (которых Дроздовский, согласно принятой в начале XX века терминологии, называл «инвалидами») присоединилась к его отряду, который планировал двигаться далее на Дон, арестованных же большевиков было решено расстрелять. Некоторые из них бежали из тюрьмы ранее при помощи меньшевика Кисиленко. Двоих решено было пощадить, поскольку они ранее предотвратили избиение офицеров на Бердянском рейде. 19 человек было расстреляно в селе Куцое, в день ухода дроздовцев из Бердянска — 24 апреля 1918 года. Через день город был занят австрийцами.